# Parc mémorial de la Première Guerre mondiale
Le parc mémorial de la Première Guerre mondiale est un parc, aménagé sur le site d'un ancien cimetière, situé à Moscou en Russie. 

## Situation
Le parc s'étend sur 11,2 hectares dans le district de Sokol au nord-ouest de Moscou.
Largement boisé, il abrite notamment la chapelle de la Transfiguration au sud-ouest et le cinéma « Léningrad » dans sa partie est, ainsi que plusieurs monuments commémoratifs.

## Histoire
Le cimetière est ouvert en 1915 sur la demande de la grande-duchesse Élisabeth et compte alors des milliers de monticules de terres alignés. Sur 40 hectares sont ainsi enterrés environ 18 000 soldats morts durant la Première Guerre mondiale. 
L'église de la Transfiguration est construite en 1918 par l'architecte Alexeï Chtchoussev.
En 1932, Staline fait détruire le cimetière dont la partie ouest est aménagée en parc. L'ensemble des tombes sont démolies, à l'exception d'une seule,  celle de Sergueï Schlikhter, fils d'un commissaire du peuple. Sur les anciennes sépultures sont construits des rues et des immeubles d'habitation. L'église de la Transfiguration est à son tour démolie dans les années 1940. Le cinéma « Léningrad » est construit en 1959 et fermé en 2011.
Pendant la perestroïka, de nombreuses personnalités se prononcent en faveur de la renaissance du mémorial du parc. 
Après la chute de l'URSS, avec le soutien du gouvernement de Moscou, une zone commémorative d'une superficie de 0,78 hectare est créée dans la partie sud-ouest du parc et la chapelle de la Transfiguration du Sauveur est inaugurée le 8 novembre 1998.
En 2004, le cimetière est rénové, devenant un parc commémoratif des héros de la Première Guerre mondiale, doté de plusieurs monuments, croix et stèles, organisés de façon hétéroclite.
Le 30 avril 2015, les restes du grand-duc Nicolas Nikolaïevitch Romanov et de son épouse Anastasie, rapatriés depuis l'église Saint-Michel-Archange de Cannes en France, sont réinhumés dans la chapelle de la Transfiguration.

## Galerie

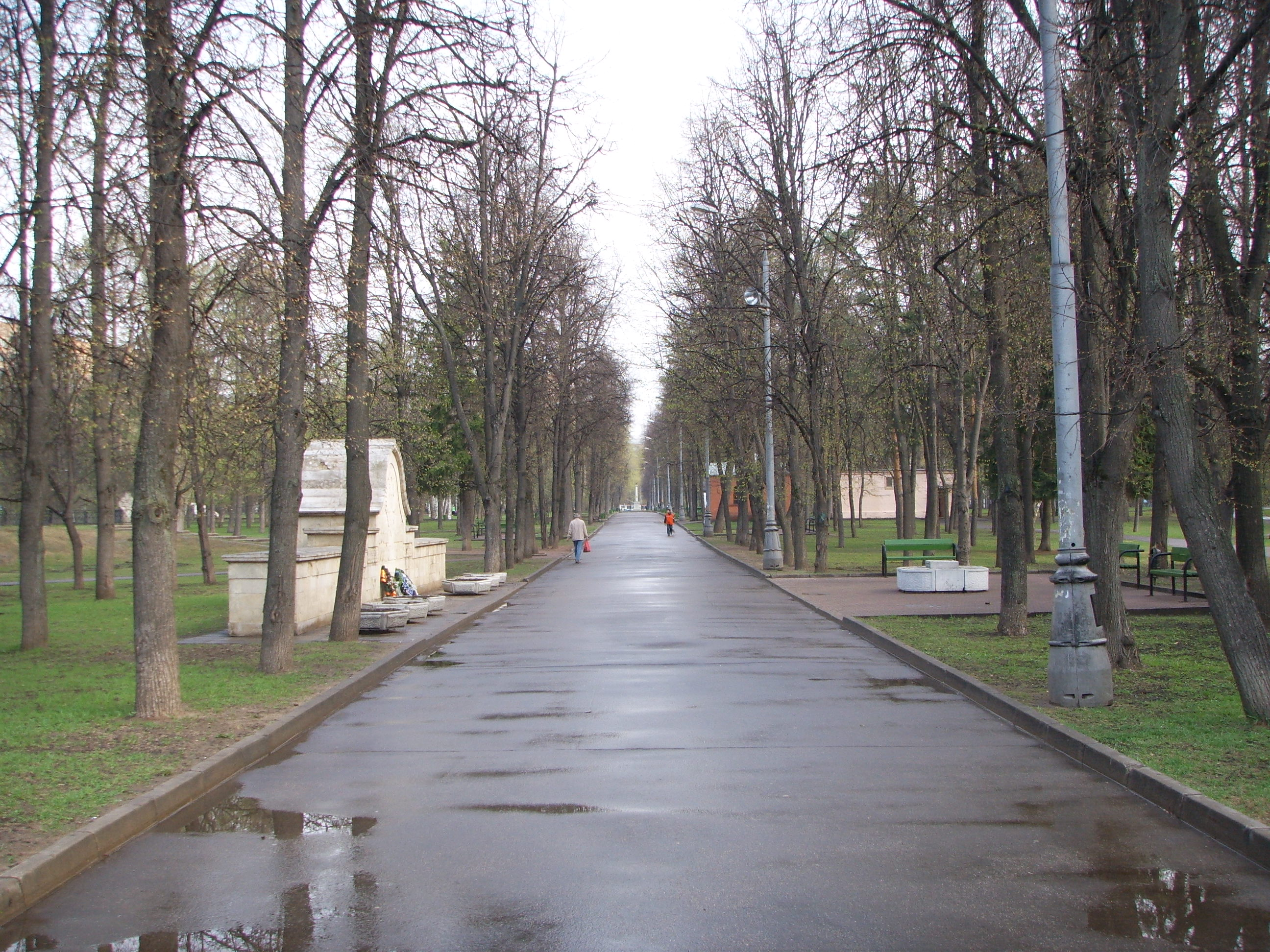
Chemin principal du parc commémoratif.
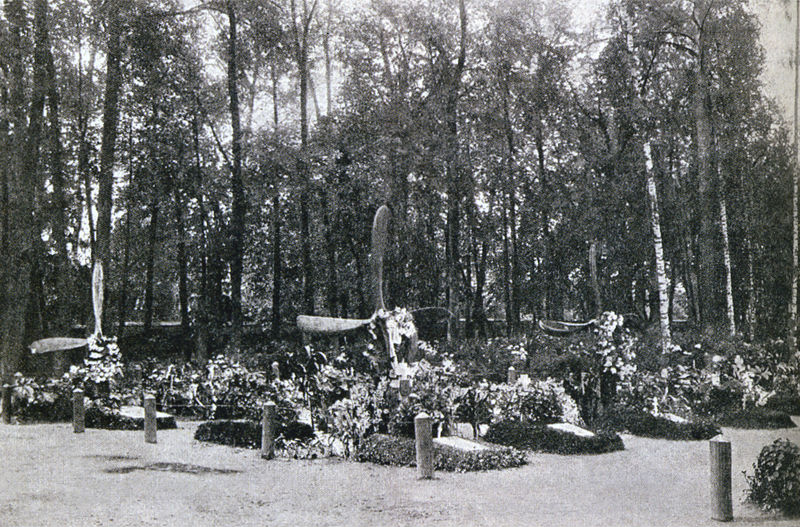
Section consacrée aux forces aériennes.
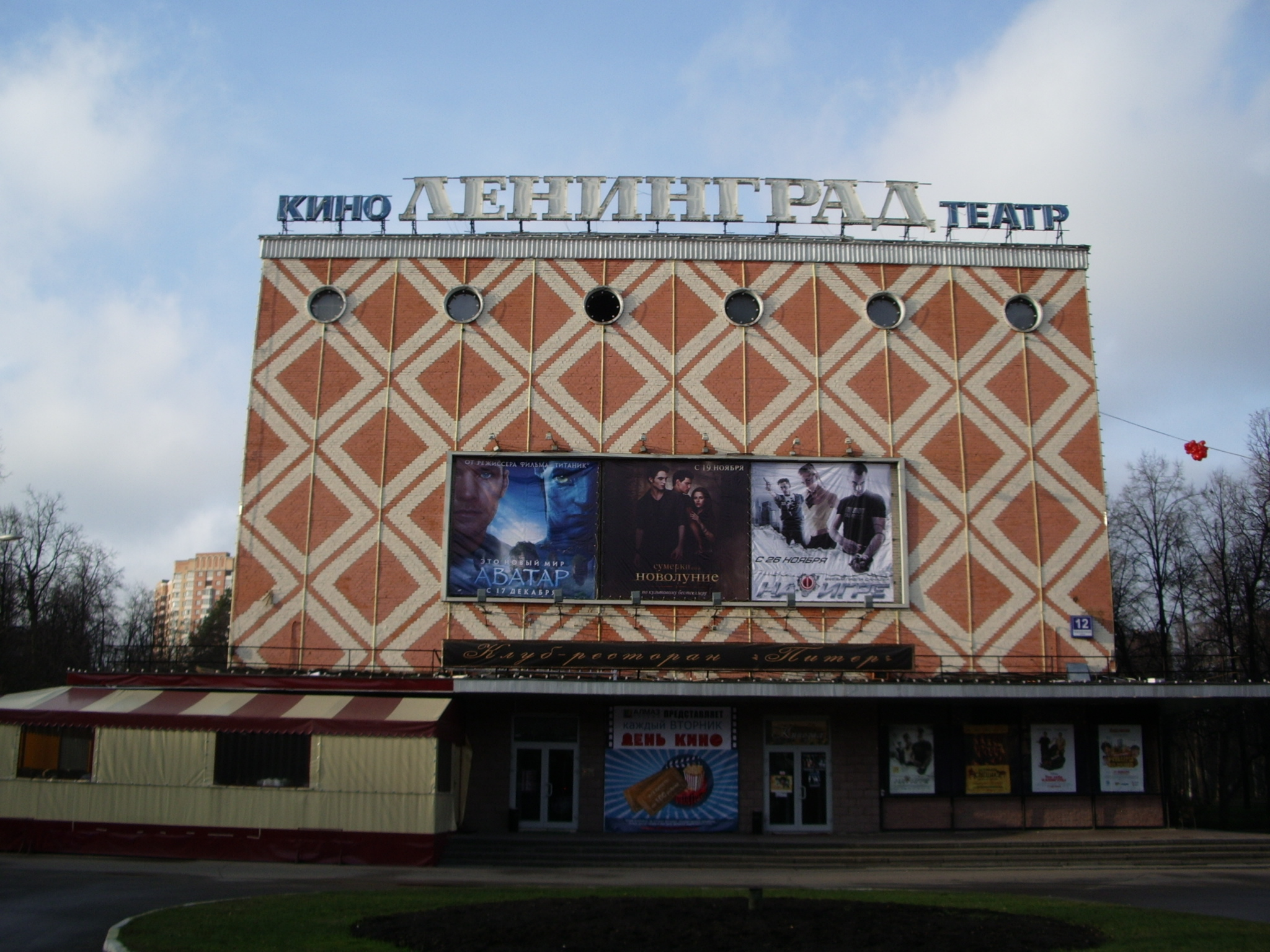
Le cinéma Leningrad a été construit sur le cimetière durant la période soviétique.